# Campionati del mondo Ironman del 2003
I Campionati del mondo Ironman del 2003 furono vinti da Peter Reid e Lori Bowden.

## Ironman Hawaii - Classifica

### Uomini
| Pos. | Tempo   | Nome            | Paese         | Ripartizione tempi | Ripartizione tempi | Ripartizione tempi | Ripartizione tempi | Ripartizione tempi |
| Pos. | Tempo   | Nome            | Paese         | Nuoto              | T1                 | Bici               | T2                 | Corsa              |
| ---- | ------- | --------------- | ------------- | ------------------ | ------------------ | ------------------ | ------------------ | ------------------ |
|      | 8:22:35 | Peter Reid      | Canada        | 0:50:36            | 2:02               | 4:40:04            | 2:13               | 2:47:38            |
|      | 8:28:27 | Rutger Beke     | Belgio        | 0:52:28            | 2:13               | 4:37:59            | 1:33               | 2:54:12            |
|      | 8:30:08 | Cameron Brown   | Nuova Zelanda | 0:50:38            | 2:14               | 4:39:57            | 1:43               | 2:55:34            |
| 4    | 8:32:47 | Normann Stadler | Germania      | 0:52:44            | 2:00               | 4:33:40            | 1:31               | 3:02:50            |
| 5    | 8:34:38 | Luke Bell       | Australia     | 0:50:33            | 2:21               | 4:39:42            | 1:41               | 3:00:19            |
| 6    | 8:35:19 | Jürgen Zäck     | Germania      | 0:51:42            | 2:15               | 4:38:49            | 1:29               | 3:01:02            |
| 7    | 8:35:51 | Faris Al-Sultan | Germania      | 0:48:57            | 2:09               | 4:42:01            | 2:13               | 3:00:29            |
| 8    | 8:35:59 | Cameron Widoff  | Stati Uniti   | 0:50:39            | 2:27               | 4:39:43            | 1:27               | 3:01:40            |
| 9    | 8:36:56 | Michael Lovato  | Stati Uniti   | 0:52:33            | 2:27               | 4:44:04            | 1:39               | 2:56:13            |
| 10   | 8:37:19 | Mika Luoto      | Finlandia     | 0:51:44            | 1:56               | 4:49:35            | 0:58               | 2:53:04            |

### Donne
| Pos. | Tempo   | Nome             | Paese       | Ripartizione tempi | Ripartizione tempi | Ripartizione tempi | Ripartizione tempi | Ripartizione tempi |
| Pos. | Tempo   | Nome             | Paese       | Nuoto              | T1                 | Bici               | T2                 | Corsa              |
| ---- | ------- | ---------------- | ----------- | ------------------ | ------------------ | ------------------ | ------------------ | ------------------ |
|      | 9:11:55 | Lori Bowden      | Canada      | 0:56:51            | 2:28               | 5:09:00            | 1:25               | 3:02:10            |
|      | 9:17:08 | Natascha Badmann | Svizzera    | 0:58:43            | 2:49               | 5:00:02            | 1:46               | 3:13:45            |
|      | 9:17:16 | Nina Kraft       | Germania    | 0:51:45            | 2:22               | 5:07:34            | 4:15               | 3:11:18            |
| 4    | 9:19:02 | Heather Fuhr     | Stati Uniti | 0:56:16            | 2:45               | 5:12:13            | 1:42               | 3:06:03            |
| 5    | 9:22:41 | Lisa Bentley     | Canada      | 0:56:04            | 2:04               | 5:14:30            | 1:49               | 3:08:13            |
| 6    | 9:26:28 | Karin Thuerig    | Svizzera    | 1:11:59            | 3:10               | 4:50:41            | 1:39               | 3:18:56            |
| 7    | 9:36:11 | Gina Kehr        | Stati Uniti | 0:50:37            | 2:35               | 5:19:09            | 1:39               | 3:22:09            |
| 8    | 9:40:54 | Deirdre Tennant  | Stati Uniti | 0:52:36            | 2:22               | 5:24:02            | 1:46               | 3:20:07            |
| 9    | 9:46:03 | Kate Major       | Australia   | 0:58:38            | 2:57               | 5:18:45            | 1:14               | 3:24:27            |
| 10   | 9:46:29 | Belinda Granger  | Australia   | 0:54:13            | 2:42               | 5:15:43            | 2:11               | 3:31:39            |

## Ironman - Risultati della serie

### Uomini
| Evento    | Oro               | Tempo   | Argento            | Tempo   | Bronzo               | Tempo   |
| Australia | Chris Mccormack   | 8:19:15 | Jason Shortis      | 8:30:05 | Luke Bell            | 8:31:23 |
| Lanzarote | Thomas Hellriegel | 8:56:45 | Kirill Litovtsenko | 8:58:40 | Felix Martinez Rubio | 9:02:20 |

### Donne
| Evento    | Oro            | Tempo    | Argento         | Tempo    | Bronzo          | Tempo    |
| Australia | Lisa Bentley   | 9:19:15  | Belinda Granger | 9:35:57  | Yoko Hori       | 9:43:34  |
| Lanzarote | Maribel Blanco | 10:29:51 | Ute Schaefer    | 10:38:38 | Bella Comerford | 10:53:17 |

## Calendario competizioni
| Progr. | Data           | Evento            | Sede                                   | Nazione   |
| ------ | -------------- | ----------------- | -------------------------------------- | --------- |
| 1      | 3 aprile 2003  | Ironman Australia | Forster/Tuncurry, Nuovo Galles del Sud | Australia |
| 2      | 26 maggio 2003 | Ironman Lanzarote | Puerto del Carmen, Lanzarote           | Spagna    |